# هرمنغيلدو غونزاليس
هرمنغيلدو غونزالفيس أو ميندو الأول غونزالفيس بالبرتغالية(Hermenegildo González or Mendo I Gonçalves)(توفي حوالي بين عامي 943-950) كان نبيل الجاليكية وكونت في مملكة ليون.

## السيرة الذاتية
هو ابن غونزالو بيتوتيث و تيريزا إيريز حفيدة الكونت إيرو فردينادينز، هرمنغيلدو كان لديه العديد من الأشقاء والأخوات من بينهم أراغونتا غونزالفيس الزوجة الثانية لأردونيو الثاني ملك ليون ووالدة الملوك اللاحقون.
تزوج من مومدونا دياس ابنة الكونت ديوغو فرينادينز والكونتيسة أونيجا واصبحا يحكمون كونتية البرتغال باشتراك وانجبا:-:
1. غونزالو مينيديس كونت البرتغال اللاحق.
2. دييغو مينيديس (توفى بعد 964) تزوج من إيلدوارا هي راهبة كان تسمي نفسها مومدونا دياس.
3. راميرو مينيديس (توفى بعد 964) تزوج من أدوسيندا غوتيريز ابنة غوتيرّ مينيديس، وهذا الزوج على الراجح يكون والد الملكة فيلاكويتا زوجة الأولى لبرمودو الثاني ملك ليون.
4. أنيكا مينيديس تزوج من غوتيرّ روديغيز.
5. نونو مينيديس (توفى حوالى 959).
6. أرياس مينيديس.